# Faubourg Montmartre (film, 1925)
Pour les articles homonymes, voir Faubourg Montmartre.
Faubourg Montmartre est un film muet français réalisé par Charles Burguet et sorti en 1925.

## Fiche technique
- Titre : Faubourg Montmartre
- Réalisation : Charles Burguet
- Scénario : Charles Burguet, d'après un roman d'Henri Duvernois
- Chef opérateur : Jules Kruger, Jéhan Fouquet
- Production : Charles Burguet
- Pays de production :  France
- Distribution : Compagnie Vitagraph de France
- Date de sortie :
  - France : 16 janvier 1925

## Distribution
- Gaby Morlay : Gevrinette
- Camille Bardou : Gennaro
- Maurice Schutz : Monsieur Gentilhomme
- Céline James : Céline Gentilhomme
- Marthe Ferrare : Irène Ballestrini
- Charles Lamy : Monsieur Gommier
- René Blancard : Frédéric Charançon
- André Brunet : Titi le boulanger
- Jeanne Bérangère : Tante Dada
- Sylviane de Castillo : la couturière
- Suzanne Delmas : Madame Pix
- Madeleine Guitty : Madame Palladin
- Adrienne Duriez
- Maurice Vauthier
- Paul Valbret
- Renée van Delly